# Моргенштерн, Томас
Томас «Морги» Моргенштерн (нем. Thomas "Morgi" Morgenstern; род. 30 октября 1986, Шпитталь, Австрия) — австрийский прыгун на лыжах с трамплина, трёхкратный олимпийский чемпион и многократный чемпион мира, 23-кратный победитель этапов Кубка мира.

## Спортивная биография
Племянник австрийского горнолыжника Алоиса Моргенштерна, участника Олимпийских игр 1976 года.
Дебютировал в Кубке мира на Турне четырёх трамплинов в сезоне 2002/2003.
На чемпионате мира в Оберстдорфе в 2005 году в 18-летнем возрасте впервые стал чемпионом мира.
Через год на Олимпиаде в Турине 19-летний Моргенштерн стал двукратным олимпийским чемпионом, выиграв золото в личном и командном первенствах на трамплине К-120.
В начале сезона 2007/08 Моргенштерн одержал победы на первых 6 этапах Кубка мира, установив таким образом рекорд по количеству побед со старта сезона. 6 побед подряд также являются рекордом, которые Моргенштерн делит с финнами Янне Ахоненом, Матти Хаутамяки и австрийцем Грегором Шлиренцауэром.
В итоге в сезоне 2007/08 Моргенштерн стал обладателем Кубка мира. До него последним австрийцем, кто завоевал Кубок мира в общем зачёте, был Андреас Гольдбергер в сезоне 1995/96.
На Олимпийских играх 2010 года в Ванкувере Моргенштерн выиграл золото в командном первенстве.
Моргенштерн выигрывал как минимум одно золото на пяти чемпионатах мира подряд (2005, 2007, 2009, 2011, 2013). Особо удался Томасу чемпионат мира 2011 года в Норвегии, где он выиграл три золота и одно серебро.

### Падение в январе 2014 года
10 января 2014 года, менее чем за месяц до начала зимних Олимпийских игр 2014 года в Сочи, Моргенштерн упал во время тренировочного прыжка в австрийском Тауплитце и попал в реанимацию.
Врачи диагностировали у него тяжёлую черепно-мозговую травму и ушиб лёгких. После падения Моргенштерн потерял сознание, однако в больнице пришел в себя.
26 сентября 2014 года объявил о завершении профессиональной карьеры.